# Campeonato Brasileiro Série A 2010
Campeonato Brasileiro Série A 2010 vanns av Fluminense.
| Pos | Equipo              | PJ | G  | E  | P  | GF | GC | Dif | Pts |
| --- | ------------------- | -- | -- | -- | -- | -- | -- | --- | --- |
| 1º  | Fluminense          | 38 | 20 | 11 | 7  | 62 | 36 | 26  | 71  |
| 2º  | Cruzeiro            | 38 | 20 | 9  | 9  | 53 | 38 | 15  | 69  |
| 3º  | Corinthians         | 38 | 19 | 11 | 8  | 65 | 41 | 24  | 68  |
| 4º  | Grêmio              | 38 | 17 | 12 | 9  | 68 | 43 | 25  | 63  |
| 5º  | Atlético Paranaense | 38 | 17 | 9  | 12 | 43 | 45 | -2  | 60  |
| 6º  | Botafogo            | 38 | 14 | 17 | 7  | 54 | 42 | 12  | 59  |
| 7º  | Internacional[b]    | 38 | 16 | 10 | 12 | 48 | 41 | 7   | 58  |
| 8º  | Santos[a]           | 38 | 15 | 11 | 12 | 63 | 50 | 13  | 56  |
| 9º  | São Paulo           | 38 | 15 | 10 | 13 | 54 | 54 | 0   | 55  |
| 10º | Palmeiras           | 38 | 12 | 14 | 12 | 42 | 43 | -1  | 50  |
| 11º | Vasco da Gama       | 38 | 11 | 16 | 11 | 43 | 45 | -2  | 49  |
| 12º | Ceará               | 38 | 10 | 17 | 11 | 35 | 44 | -9  | 47  |
| 13º | Atlético Mineiro    | 38 | 13 | 6  | 19 | 52 | 64 | -12 | 45  |
| 14º | Flamengo            | 38 | 9  | 17 | 12 | 41 | 44 | -3  | 44  |
| 15º | Avaí                | 38 | 11 | 10 | 17 | 49 | 58 | -9  | 43  |
| 16º | Atlético Goianiense | 38 | 11 | 9  | 18 | 51 | 57 | -6  | 42  |
| 17º | Vitória             | 38 | 9  | 15 | 14 | 42 | 48 | -6  | 42  |
| 18º | Guarani             | 38 | 8  | 13 | 17 | 33 | 53 | -20 | 37  |
| 19º | Goiás               | 38 | 8  | 9  | 21 | 41 | 68 | -27 | 33  |
| 20º | Grêmio Prudente[c]  | 38 | 7  | 10 | 21 | 39 | 64 | -25 | 28  |

a.^ Kvalificerade för Copa Libertadores som vinnare av Copa de Brasil 2010.
b.^ Kvalificerade för Copa Libertadores som vinnare av den föregående upplagan av turneringen.
c.^ Fick tre poängs avdrag för att ha använt en icke-registrerad spelare i en match.